# Хуссейн Яссер
Хуссейн Яссер Ель-Мохаммаді Абдулрахман (араб. حسين ياسر المحمدي عبد الرحمن; нар. 9 січня 1986, Доха, Катар) — катарський футболіст єгипетського походження, півзахисник та фланговий нападник.

## Особисте життя
Народився в родині етнічних єгиптян. Його батько був професіональним єгипетським футболістом 1970-х років. Переїхав у Катар у 1980-х, щоб зіграти з «Аль-Хором», перейшов на тренерську роботу в 1994 році, а згодом Ясер народився в Катарі. В офіційних документах ФІФА Хуссейн зареєстрований як катарець, а не єгиптянин. Його молодший брат, Ахмед Ясір, виступає за молодіжну збірну Катару. Мохаммед Ясер, його молодший брат, колишній національний гравець, на даний час виступає за «Умм-Салаль».
Його дружина Енджі — громадянка Бельгії. У 2005 році вона народила їм сина Юніса. Отримав швидке запрошення до єгипетської Прем'єр-ліги в 2012 році, але його дружина відмовилася повертатися до країна через Єгипетську революцію 2011 року, і згодом пробув у Бельгії ще один рік.

## Клубна кар'єра

### «Манчестер Юнайтед» та «Антверпен»
Першим професіональним клубом Ясіра був «Манчестер Юнайтед», з яким підписав контрак у 2002 році. Яссера запропонував клубу Рене Меленстен, який тоді був тренером збірної Катару. Невдовзі Хуссейна віддали в оренду до «Антверпена», щоб отримати бельгійський паспорт та отримати британський дозвіл на роботу як громадянин ЄС. Однак угоду розірвали через два роки, оскільки йому не вдалося отримати бельгійське громадянство.

### АЕЛ (Лімассол)
У 2004 році «Манчестер Юнайтед» продав катарця до кіпріотського АЕЛа. Проте вже наступного сезону, посилаючись на сімейні обставини, залишив клуб.

### «Ас-Садд»
Після нетривалого періоду виступів у чемпіонаті Кіпру за АЕЛ (Лімассол) у 2004/05 роках Хуссейн повернувся до Катару, де в складі «Ас-Садда» виграв Лігу зірок Катара та Трофей спадкоємців.

### «Манчестер Сіті»
У серпні 2005 року головний тренер «Манчестер Сіті» Стюарт Пірс підписав його за рекомендацією екс-гравця «Сіті» Алі Бенарбії, який грав разом з Яссером у Катарі. Однак за клуб з Манчестера катарець зіграв лише 1 поєдинок, в Кубку Футбольної ліги проти «Донкастер Роверз». У січні 2006 року отримав статус вільного агента. Згодом він заявив, що залишити Сіті було «найбільшою помилкою в житті».

### Повернення до Катару
У сезоні 2006/07 року, після від'їзду з «Манчестер Сіті», підписав 1-річний контракт зі своїм попереднім клубом «Ар-Райяном».

### «Брага»
Влітку 2007 року підписав угоду з португальським клубом «Брага». Його переконав приєднатися до команди колишній одноклубник Жоао Томас, який також здійснив подібний перехід з «Ар-Райяном» у Брагу в 2007 році. Став першим катарським гравцем, який зіграв у Кубку УЄФА. 4 жовтня 2007 року відзначився першим голом за нову команду в Кубку УЄФА в переможному (4:0) поєдинку проти шведського «Гаммарбю».

### Переїзд до Єгипту
У травні 2008 року Хуссейн підписав 3-річний контракт з єгипетським «Аль-Аглі». В Єгипті вважається місцевим гравцем, незважаючи на те, незважаючи на реєстрацію в ФІФА як катарський гравець, оскільки також має громадянство Єгипту. Таким чином, він не входив до квоти іноземних гравців «Аль-Аглі». Через втарти місця в стартовому складі протягом більшої частини сезону 27 січня 2010 року домовився про дострокове розірвання контракту і заплатив 300 000 доларів компенсації. Через декілька годин підписав контракт 3,5-річний контракт з принциповим суперником «Аль-Аглі», «Замалеком».
Продемонстрував прекрасну форму та був високо оцінений тренером «Замалека» Хоссамом Хасаном. Дебютним голом за нову команду відзначився в поєдинку проти «Ель-Ентаґ Ель-Харбі». Другим голом у складі «Замалека» відзначився в нічийному (3:3) поєдинку Каїрського дербі проти свого колишнього клубу, «Аль-Аглі». Також відзначився голом на перших секундах поєдинку кубку Єгипту між «Аль-Аглі» та «Замалеком» (3:1). Через рік він повторить своє досягнення, ще раз забив у дербі проти свого колишнього клубу, тим самим побивши новий рекорд, відзначився трьома голами в трьох матчах проти «Аль-Аглі». Після тривалої юридичної битви із «Замалеком», в якій клуб затягнув Хусейна до ФІФА, через те, що підписав контракт з бельгійським клубом «Лірсом» коли його контракт діяв до 2014 року, зрештою влітку пішов із «Замалека». Основною причиною відходу із «Замалека» були затримки платежів.

### «Лірс»
11 серпня 2011 року підписав 2-річний контркт з «Лірсом». Дебютував за команду в чемпіонаті 22 жовтня в поєдинку проти «Сінт-Трейдена», замінивши Гонзагю Вандурена. За період свого перебування в «Лірсі» був найвисокооплачуванішим спортсменом Катара, заробляючи щороку 500 000 доларів. «Лірс» вирішив не продовжувати свій контракт, і його звільнили влітку 2013 року.

### Повернення в чемпіонат Катару
По завершення контракту з «Лірса», 10 липня 2013 року підписав 1-річний контракт з представником Катарської ліги зірок, «Аль-Вакра».

### Повернення до Єгипту
У липні 2017 року Ясер підписав контракт з єгипетським клубом «Ваді Дегла». З липня 2016 року, після відходу з «Аль-Вакри», залишався без клубу.

## Кар'єра в збірній
Ясер виступав за юнацькі збірну Катару з 11-річного віку. Наприкінці січня виступав у Кубку Азії 2007 в Об'єднаних Арабських Еміратах. Катарська команда не перемогла, але Яссер вразив багатьох. Отримав пропозицію від одного з еміратських клубів, але сказав, що все ще має контракт з Аль Раяном і не думає про віддалене майбутнє.
Призваний до складу збірної Катару на Кубку Азії 2011 року, який проходив на рідній землі. Він виступав у першому матчі проти Узбекистану, але згодом був замінений, оскільки його команда програла з рахунком 0:2. У двох інших матчах групового етапу збірної Катара проти Китаю та Кувейту, в яких вони вийшли переможцями, але на поле не виходив. Пізніше його вигнали із табору збірної Катару, оскільки він пропустив тренування та виявив погане ставлення. З моменту виключення більше не викликався до складу збірної Катару.

## Статистика виступів

### Клубна
| Сезон                                 | Клуб                | Країна     | Змагання            | Матчі | Голи |
| ------------------------------------- | ------------------- | ---------- | ------------------- | ----- | ---- |
| 2000/01                               | «Ар-Райян»          | Катар      | Ліга зірок Катару   | -     | -    |
| 2001/02                               | «Ар-Райян»          | Катар      | Ліга зірок Катару   | -     | -    |
| 2002/03                               | «Манчестер Юнайтед» | Англія     | Прем'єр-ліга Англії | 0     | 0    |
| 2002/03                               | → «Антверпен»       | Бельгія    | Твід классе         | 34    | 7    |
| 2003/04                               | → «Антверпен»       | Бельгія    | Твід классе         | 18    | 1    |
| 2004/05                               | АЕЛ (Лімассол)      | Кіпр       | Чемпіонат Кіпру     | 16    | 4    |
| 2005/06                               | «Ас-Садд»           | Катар      | Ліга зірок Катару   | -     | -    |
| 2006/07                               | «Манчестер Сіті»    | Англія     | Прим'єр-ліга        | 0     | 0    |
| 2006/07                               | «Ар-Райян»          | Катар      | Ліга зірок Катару   | -     | -    |
| 2007/08                               | «Брага»             | Португалія | Прімейра-Ліга       | 8     | 0    |
| 2007/08                               | → «Боавішта»        | Португалія | Прімейра-Ліга       | 11    | 0    |
| 2008/09                               | «Аль-Аглі»          | Єгипет     | Прем'єр-ліга Єгипту | 0     | 0    |
| 2009/10                               | «Аль-Аглі»          | Єгипет     | Прем'єр-ліга Єгипту | 5     | 0    |
| 2010/11                               | «Замалек»           | Єгипет     | Прем'єр-ліга Єгипту | 33    | 8    |
| 2011/12                               | «Лірс»              | Бельгія    | Ліга Жупіле         | 16    | 0    |
| 2012/13                               | «Лірс»              | Бельгія    | Ліга Жупіле         | 16    | 0    |
| 2013/14                               | «Аль-Вакра»         | Катар      | Ліга зірок Катару   | 26    | 4    |
| 2014/15                               | «Аль-Вакра»         | Катар      | Ліга зірок Катару   | 5     | 0    |
| 2015/16                               | «Аль-Вакра»         | Катар      | Ліга зірок Катару   | 12    | 0    |
| 2016/17                               | Без клубу           |            |                     |       |      |
| 2017/18                               | «Ваді Дегла»        | Єгипет     | Прем'єр-ліга Єгипту | 9     | 1    |
| Загалом                               | Загалом             | Загалом    | Загалом             | 191   | 23   |
| Останнє поновлення 27 січня 2016 року |                     |            |                     |       |      |

## Досягнення
- Кубок наслідного принца Катару
  -  Володар (1): 2000/01

- Прем'єр-ліга Єгипту
  -  Чемпіон (6): 2008/09, 2009/10

- Суперкубок КАФ
  -  Володар (1): 2009

Збірні
- Переможець Азійських ігор: 2006